# Tianxin (köpinghuvudort i Kina, Jiangxi Sheng, lat 28,14, long 114,60)
Tianxin är en köpinghuvudort i Kina. Den ligger i provinsen Jiangxi, i den sydöstra delen av landet, omkring 140 kilometer sydväst om provinshuvudstaden Nanchang. Antalet invånare är 35 506. Befolkningen består av 17 055 kvinnor och 18 451 män. Barn under 15 år utgör 22,0 %, vuxna 15-64 år 68 %, och äldre över 65 år 9,0 %.
Runt Tianxin är det ganska tätbefolkat, med 222 invånare per kvadratkilometer. Tianxin är det största samhället i trakten. I omgivningarna runt Tianxin växer huvudsakligen savannskog.
Genomsnittlig årsnederbörd är 2 214 millimeter. Den regnigaste månaden är maj, med i genomsnitt 382 mm nederbörd, och den torraste är oktober, med 45 mm nederbörd.